# 格林奧克 (伊利諾伊州)
格林奧克（英語：Greenoak）是位於美國伊利諾伊州比羅縣的一個非建制地區。該地的面積和人口皆未知。

## 地理
格林奧克的座標為41°28′49″N 89°24′30″W / 41.48028°N 89.40833°W，而該地的平均海拔高度為220米（即722英尺）。